# Viktor Glimborg
Frans Viktor Glimborg, född 22 mars 1856 i Glimåkra församling, Kristianstads län, död 2 maj 1923 i Vårdsbergs församling, Östergötlands län, var en svensk präst.

## Biografi
Viktor Glimborg föddes 1856 i Glimåkra socken. Han var son till handlanden Peter Olof Petersson och Kerstin Persdotter. Glimborg studerade i Kristianstad och blev höstterminen 1876 student vid Lunds universitet. Han avlade 31 maj 1878 Teoretisk teologi examen och 21 maj 1879 Praktisk teologi examen. Glimborg prästvigdes 9 juni 1879 och blev 1885 vikarierande pastor i Vårdsbergs församling. Han var fjärde provpredikant till tjänsten i församlingen och blev 22 april 1887 kyrkoherde i Vårdsbergs församling, med tillträde samma år. Glimborg blev 22 mars 1911 kontraktsprost i Bankekinds kontrakt, med tillträde 1 april samma år. Han avled 1923 i Vårdsbergs socken.

### Familj
Glimborg gifte sig 29 juni 1887 med Elin Sjöwall (född 1860), dotter till häradsskrivaren, stadskassören Per Gustaf Sjöwall i Motala och Engela Elisabeth Ödman. De fick tillsammans barnen kyrkoherden David Glimborg i Norrköpings S:t Johannes församling, diakonen Per Glimborg (född 1894), Viktor Glimborg (1897–1898) och Tora Glimborg (född 1899).